# Gypona cerea
Gypona cerea är en insektsart som beskrevs av Delong och Freytag 1962. Gypona cerea ingår i släktet Gypona och familjen dvärgstritar. Inga underarter finns listade i Catalogue of Life.